# Lupinus munzianus
Lupinus munzianus är en ärtväxtart som beskrevs av Charles Piper Smith. Lupinus munzianus ingår i släktet lupiner, och familjen ärtväxter. Inga underarter finns listade i Catalogue of Life.